# Hoed

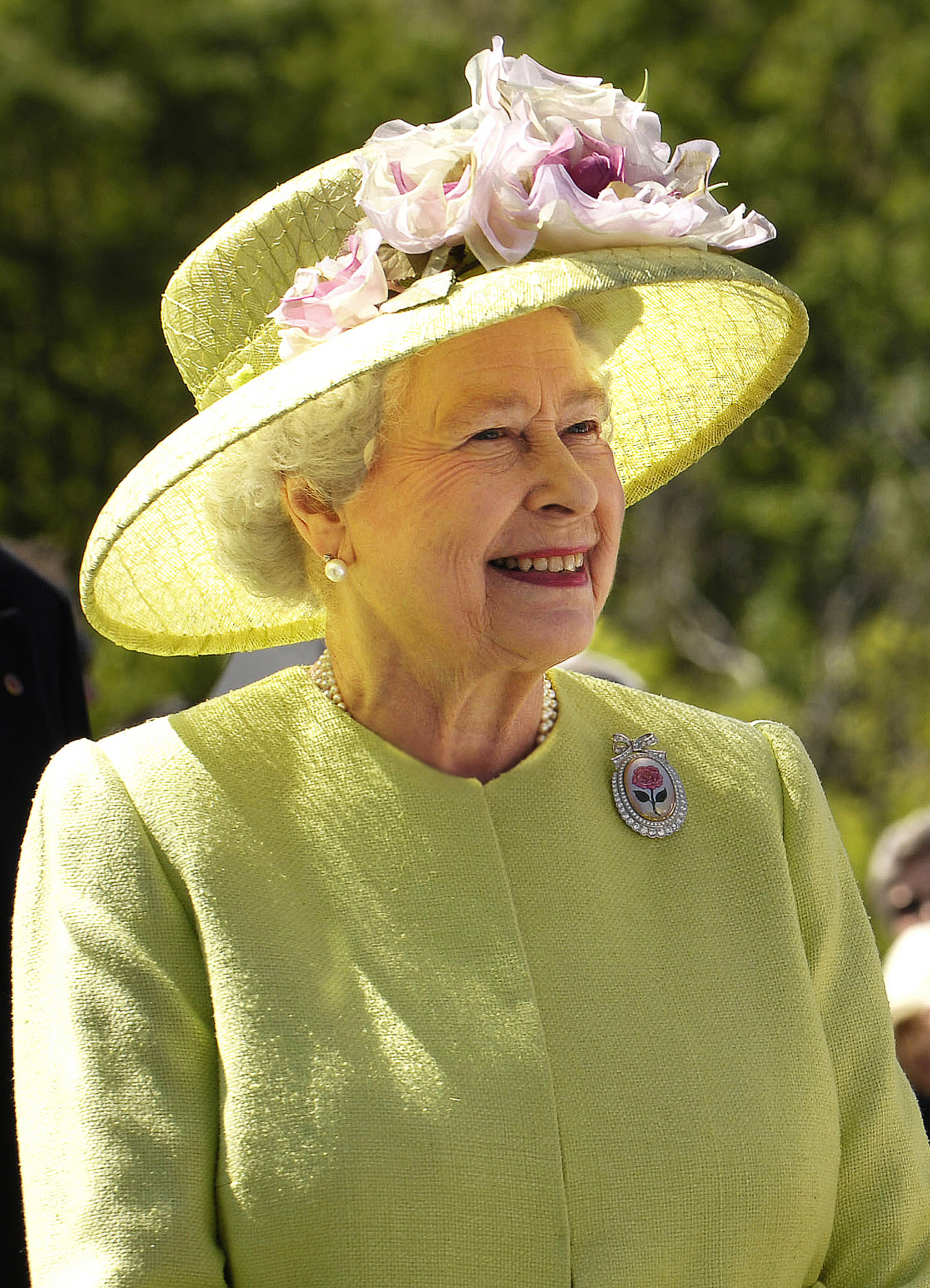
Koningin Elizabeth II draagt een dameshoed

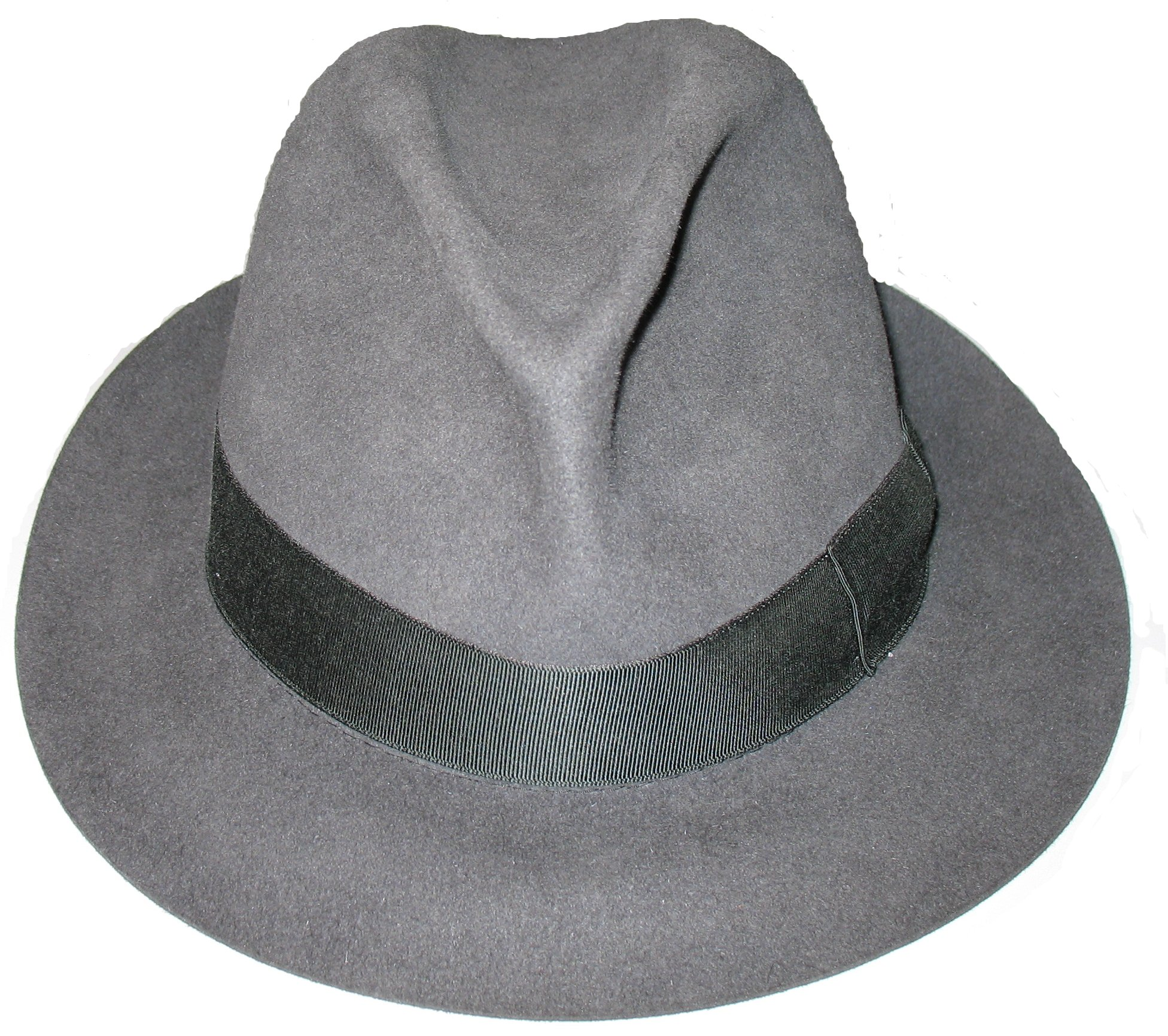
Een vilthoed (fedora) vervaardigd door Borsalino

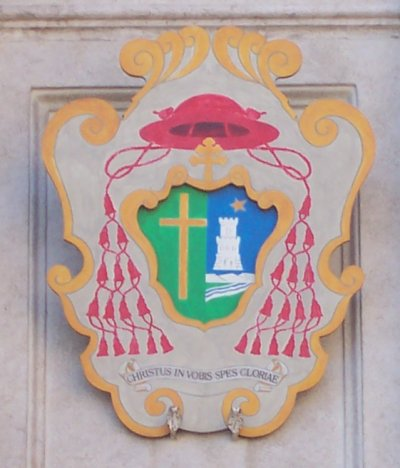
Een kardinaalswapen met daarboven de galero

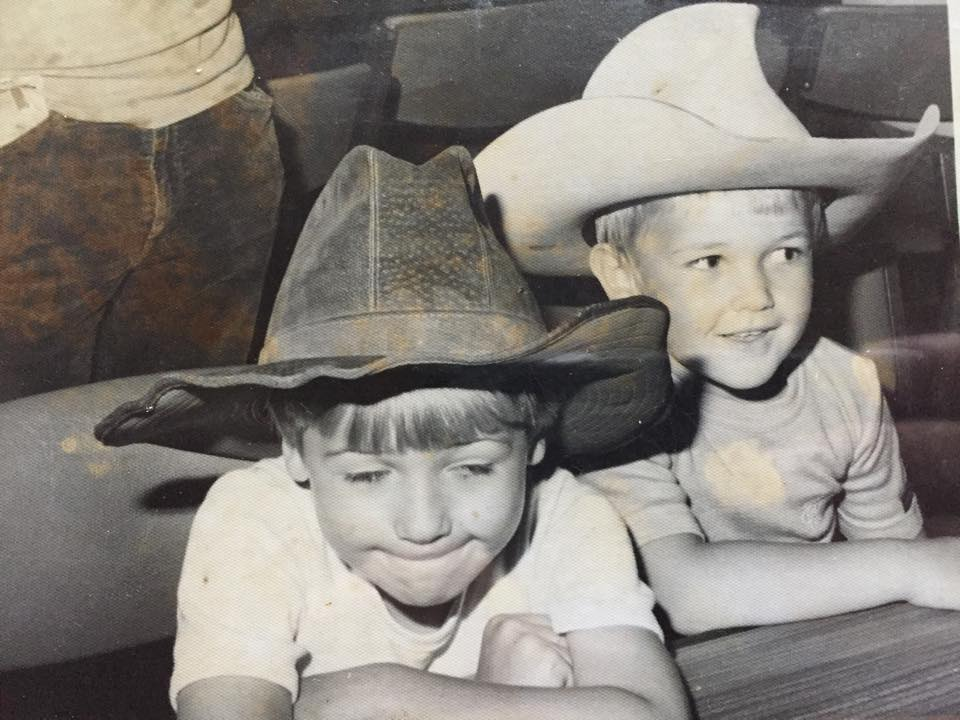
Kinderen met cowboyhoeden

Een hoed is een type hoofddeksel. Een hoed heeft vaak, maar niet altijd, een rand. Zowel mannen als vrouwen kunnen een hoed dragen. De hoed voor vrouwen is doorgaans kleuriger en gevarieerder van vorm.
Een hoed kan gedragen worden
- als bescherming tegen weersomstandigheden,
- als versiering,
- om een kaal of kalend hoofd aan het zicht te onttrekken,
- als hoofdbedekking in kerken,
- als kenmerk van een groepsidentiteit en
- om een bepaalde stand of formele functie aan te duiden.

## Religieus gebruik
Volgens 1 Korinthe 11:4-5 moet een man blootshoofds bidden - in tegenstelling tot het Joodse gebruik - terwijl een vrouw daarbij haar hoed ophoudt. Op grond daarvan is het vanouds de regel in christelijke kerken dat een man zijn hoed bij het betreden afneemt, terwijl een vrouw een hoed of sjaal over het hoofd moet dragen. Afhankelijk van de religieuze stroming geldt die regel voor vrouwen niet meer.
In de Rooms-Katholieke Kerk is het gebruikelijk dat vrouwen hun hoed ophouden tijdens het misbezoek. In veel oude kerken kan men dit gebruik terugzien aan het verschil in de vorm van de banken voor mannen en vrouwen. Ook in bevindelijk gereformeerde kerken wordt vrouwen nog steeds verzocht het kerkgebouw te betreden met een hoofddeksel op. Dit omdat een vrouw een macht op haar hoofd dient te hebben. De apostel Paulus schrijft in 1 Korinthe 11:10 dat een hoofddeksel een teken of symbool is van onder gezag staan. Paulus beveelt vrouwen in 1 Korinthe 11: 2-16 hun hoofd te bedekken wanneer zij bidden of profeteren.

## Gebruik in het staatsrecht
In veel steden was het in de 17e eeuw gebruikelijk om met behulp van een speciaal daarvoor vervaardigde "keurhoed" en een aantal zwarte en witte bonen burgemeesters en andere functionarissen aan te wijzen. In Groningen zijn keurhoed en bonen bewaard gebleven. Zij zijn in bruikleen gegeven aan het Groninger Museum.
In veel Britse en Schotse plechtigheden spelen hoeden, die op- en afgezet worden of juist worden opgehouden een grote rol. De driekante hoed van de baronnen wordt nog steeds gedragen door de leden van de rekenkamer en de "Queens remembrancer", de functionaris die de feodale schattingen int waarop de Britse kroon recht heeft.

## De hoed in de heraldiek
In de heraldiek komen hoeden vooral in Duitse wapenschilden voor. Een voorbeeld is het wapen van de graven Holtrop waarin een rode muts met omgeslagen bontrand als helmteken is afgebeeld.
Als teken van hun rang droegen de keurvorsten van het Heilige Roomse Rijk van de Duitse Natie een hoed. Deze keurhoed (Duits: "Kürhut") was van rood fluweel en met bont gevoerd. De hoed onderscheidt zich van een koningskroon doordat hij geen diadeem heeft. Duitse vorsten droegen een vorstenhoed (Duits: "Fürstenhut"). Duitse hertogen droegen een hertogshoed, een hoed van rood fluweel met een omgeslagen rand van bont. Deze hoed is, als ware het een kroon, ook versierd met beugels en een rijksappel. Voor 1795 voerden de prinsen in de Zuidelijke Nederlanden ook prinsenhoeden. Ook een aantal Italiaanse prinsen wier titels van Duitse herkomst zijn draagt prinsenhoeden.
In de kerkelijke heraldiek heeft iedere priester recht op een hoed met een bepaald aantal kwasten. Kardinalen dragen als teken van hun rang een rode hoed met een brede rand, de galero.

## Jodendom
In het jodendom moeten de mannen hun hoofd bedekt houden uit eerbied voor God (vanaf twee meter afstand van het bed en niet bij het douchen of baden). Joden dragen daarom buiten vaak een hoed, in plaats van (of over) een keppel die binnenshuis gedragen wordt. Ook bij het bezoeken van een sjoel en een Joodse begraafplaats worden Joden, en ook andere volwassen mannelijke bezoekers, geacht een hoed of keppel te dragen.

## Statussymbool
Voor het dragen van de herenhoed, die een status aan kan geven bestaan geschreven en ongeschreven beleefdheidsregels (zie externe link etiquette).
In Engeland dragen de vrouwen op "Hatting day" tijdens de paardenraces van Ascot in officieuze onderlinge competitie de meest extravagante hoeden. De oorspronkelijke functie van de hoed, het bedekken van het hoofd, raakt hierbij geheel op de achtergrond. Een hoofddecoratie die het hoofd versiert maar niet bedekt wordt een fascinator genoemd.
Een Nederlandse variant, bekend als de hoedjesparade, vindt plaats op Prinsjesdag voorafgaand aan de troonrede, als de koningin en vrouwelijke genodigden met bijzondere hoeden aantreden. Op deze dag kan men met een hoed een statement maken. Bijvoorbeeld Caroline van der Plas droeg tijdens Prinsjesdag in 2022 een strohoed omwonden met een boerenzakdoek. Hiermee toonde zij zich verbonden met de boeren die in onmin met de regering leven.

## Diverse modellen
- Akubra
- Baret
- Black Beauty (voile hoed)
- Blangkon Solo
- Bolhoed
- Bonnet
- Borsalino
- Canotier
- Cowboyhoed
- Dophoed
- Deukhoed of fedora
- Driekantige steek
- Fascinator
- Fez
- Gleufhoed
- Hoge hoed
- Homburg
- Hudson
- Ketelhoed
- Keurhoed
- Luifelhoed
- Mijter
- Nemes
- Nón lá
- Nón quai thao
- Panamahoed
- Porkpie (variant van de fedora)
- Regenbooghoed
- Safarihoed
- Sombrero
- Songkok
- Strohoed
- Tarbus
- Toque (dameshoed)
- Tweekantige steek

## Onderdelen van een hoed
Zie voor de benamingen van de verschillende onderdelen van een hoed het hoofdartikel over dit onderwerp.

## Maten
De maat van een hoed wordt in het grootste deel van Europa aangegeven in centimeters. Dit is de omtrek van het hoofd, gemeten omstreeks 1 cm boven de oren.
In het Verenigd Koninkrijk en in de Verenigde Staten worden andere hoedmaten gebruikt, gebaseerd op metingen van het hoofd in voor- en zijwaartse richting. Door de afstand tussen voor- en achterhoofd en die tussen beide oren (in inches) bij elkaar op te tellen en het resultaat vervolgens door twee te delen verkrijgt men de hoedmaat.